# アランブルック子爵
アランブルック子爵（英語: Viscount Alanbrooke）は、かつて存在した連合王国貴族の子爵位。1946年にアラン・ブルック陸軍元帥が叙されたのに始まり、3代アランブルック子爵アラン・ブルックが2018年に死去したのをもって廃絶した。

## 歴史
(コールブルックの)第3代準男爵サー・ヴィクター・ブルックの六男で第二次世界大戦中に帝国参謀総長を務めたアラン・フランシス・ブルック(1883-1963)は、1945年9月18日の勅許状で連合王国貴族爵位ファーマナ県におけるブルックバラのアランブルック男爵(Baron Alanbrooke, of Brookeborough in the County of Fermanagh)、ついで1946年1月29日の勅許状で連合王国貴族爵位ファーマナ県におけるブルックバラのアランブルック子爵(Viscount Alanbrooke, of Brookebrough in the County of Fermanagh)に叙せられた。
初代子爵には息子が二人あり、初代子爵の死後、長男トマス・ブルック(1920-1972)が2代子爵位を継承したが、彼には子供がなく、その死後には初代子爵の次男であるアラン・ヴィクター・ハロルド・ブルック(1932-2018)が3代子爵位を継承した。彼にも子供はなかったので2018年1月10日の彼の死去をもってアランブルック子爵位とアランブルック男爵位は廃絶した。

## アランブルック子爵 (1946年創設)
- 初代アランブルック子爵アラン・フランシス・ブルック (Alan Francis Brooke, 1883–1963)
- 2代アランブルック子爵トマス・ブルック（英語版） (Thomas Brooke, 1920–1972) - 先代の息子
- 3代アランブルック子爵アラン・ヴィクター・ハロルド・ブルック（英語版） (Alan Victor Harold Brooke, 1932-2018) - 先代の弟